# Mother Popcorn
Mother Popcorn (You Got to Have a Mother for Me) è un brano musicale scritto da James Brown ed Alfred Ellis. Venne pubblicato in due parti su singolo nel 1969 dalla King Records (K6245).

## Descrizione
Successo da primo posto nella classifica R&B e undicesimo in quella Pop negli Stati Uniti, il singolo fu il miglior piazzamento in classifica della serie di registrazioni ispirate al popolare ballo "Popcorn" che Brown fece quell'anno, includendo The Popcorn, Lowdown Popcorn e Let a Man Come In and Do the Popcorn. (La "mother" ("madre") del titolo della canzone era, nelle parole del biografo RJ Smith, "l'onorificenza [di Brown] per un culo grosso".)
Mother Popcorn ha un ritmo e una struttura simili al successo del 1967 Cold Sweat dello stesso Brown, ma possiede un tempo più veloce e maggiori percussioni e fiati che donano al pezzo una maggiore freneticità. Il critico musicale Robert Christgau segnalò Mother Popcorn come il punto di svolta nella musica funk di Brown, dove egli "cominciò ad occuparsi sempre più esclusivamente delle distinzioni ritmiche". Il brano include un assolo di sassofono eseguito da Maceo Parker, che inizia alla fine della "Part 1" nella versione su singolo della canzone.

## Formazione
- James Brown - voce solista, produzione[5]

The James Brown Orchestra
- Richard "Kush" Griffith - tromba
- Joe Davis - tromba
- Fred Wesley - trombone
- Alfred "Pee Wee" Ellis - sax alto
- Maceo Parker - sax tenore
- St. Clair Pinckney - sax baritono
- Jimmy Nolen - chitarra elettrica
- Alphonso "Country" Kellum - chitarra
- Charles Sherrell - basso
- Clyde Stubblefield - batteria

## Esecuzioni dal vivo
Brown eseguì la canzone in una versione dal vivo nel suo album Sex Machine.

## You Got to Have a Mother for Me
Il 13 gennaio 1969, Brown registrò una canzone agli RCA Studios di Los Angeles, intitolata You Got to Have a Mother for Me. Essa possiede gran parte dello stesso testo di Mother Popcorn ma una parte strumentale completamente differente, e fu scartata per la pubblicazione su singolo in favore dell'incisione successiva, che mantenne il titolo del brano precedente sotto forma di sottotitolo. L'originale You Got to Have a Mother for Me è stata pubblicata nella raccolta Motherlode del 1988.

## Cover
Gli Aerosmith reinterpretarono Mother Popcorn nel loro album Live! Bootleg. Il brano è stato reinterpretato anche da Frank Black nel tribute album James Brown Super Bad @ 65 del 1998, e dai Blues Brothers in medley con Do You Love Me nell'album Made in America (1980).

## Curiosità
- Il testo e la musica di Mother Popcorn sono brevemente citati nella canzone Gett Off di Prince.
- La frase del testo «you got to have a mother for me» è citata dai Jon Spencer Blues Explosion nella loro canzone Brenda.
- Nel 1969 Vicki Anderson incise la canzone Answer to Mother Popcorn (I Got a Mother for You) come risposta al pezzo di Brown.